# 昌武
昌武（418年十一月－419年正月）是十六國時期夏國政權，夏國世祖武烈帝赫連勃勃的年號，共計三個月。

## 纪年
| 昌武 | 元年  | 二年  |
| ---- | ----- | ----- |
| 公元 | 418年 | 419年 |
| 干支 | 戊午  | 己未  |

## 参看
- 中国年号索引
- 同期存在的其他政权年号
  - 义熙（405年－418年十二月）：東晉皇帝晋安帝司马德宗的年号
  - 元熙（419年正月－420年六月）：東晉皇帝晋恭帝司马德文的年号
  - 永康（412年八月－419年十二月）：西秦政权乞伏熾磐年号
  - 太平（409年十月－430年十二月）：北燕政权冯跋年号
  - 嘉兴（417年二月－420年七月）：西涼政权李歆年号
  - 玄始（412年十一月－428年十二月）：北凉政权沮渠蒙逊年号
  - 泰常（416年四月－423年十二月）：北魏政权拓跋嗣年号